# Porta Capuana

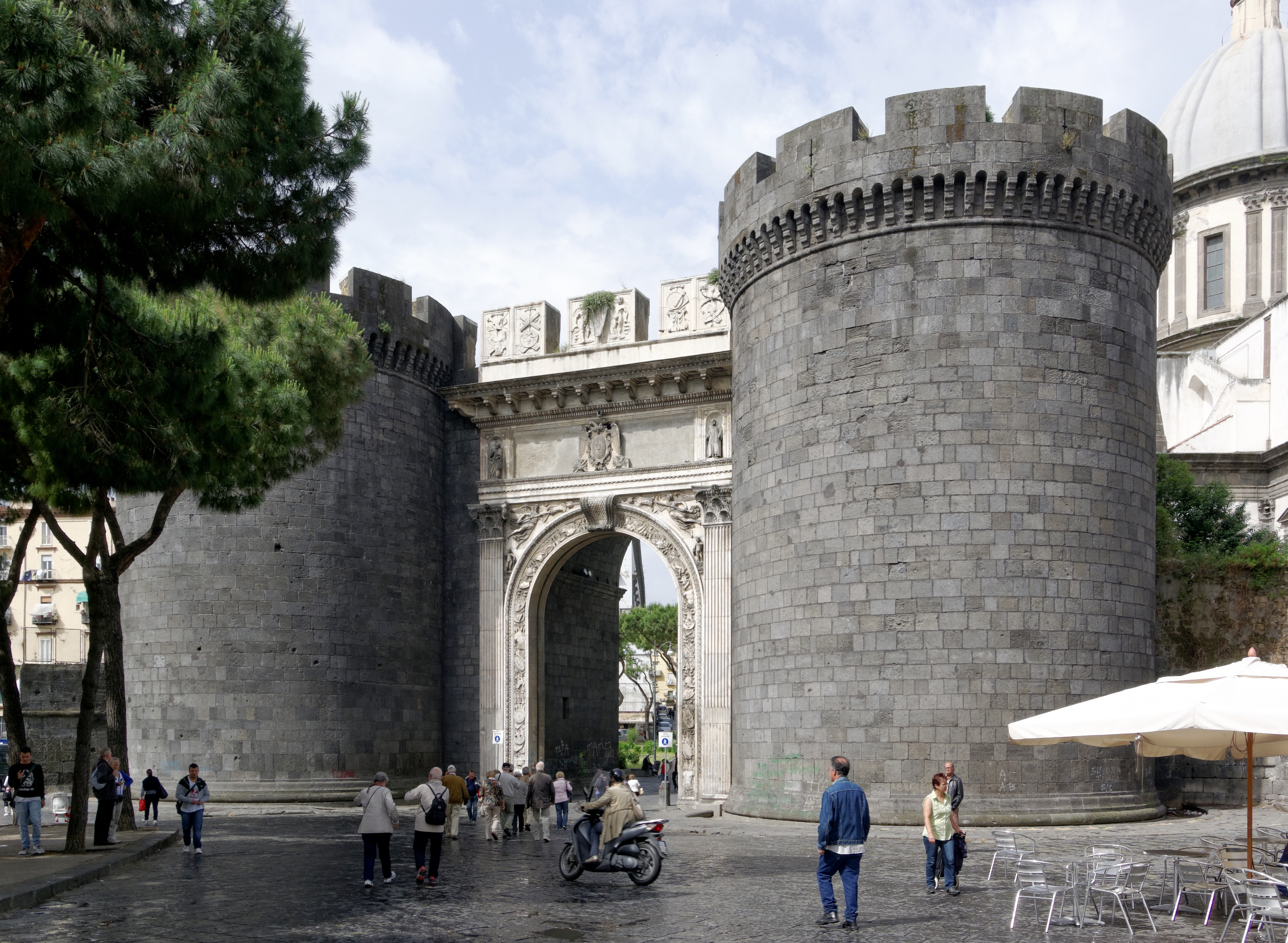
Porta Capuana

Die Porta Capuana ist ein 1484 erbautes Stadttor in Neapel (Italien), in der Nähe des Castel Capuano. 

## Baugeschichte
Trotz des Namens ist das Portal nicht das antike Tor zum Decumanus maximus, der wichtigsten Ost-West-Straße, die einst aus dem römischen Neapel ins ca. 30 km nördlich gelegene Capua führte. Als die Stadt im 15. Jahrhundert im Rahmen des Baus der neuen aragonischen Stadtmauern unter König Ferdinand I. von Aragon nach Osten erweitert wurde, wurde das ursprüngliche Tor 1484 an den heutigen Standort verlegt. Als später die Stadtmauern abgerissen wurden, blieb das Tor gleichsam als Triumphbogen frei stehen. Sowohl Karl VIII. von Frankreich als auch Karl von Bourbon betraten die Stadt durch dieses Tor. 

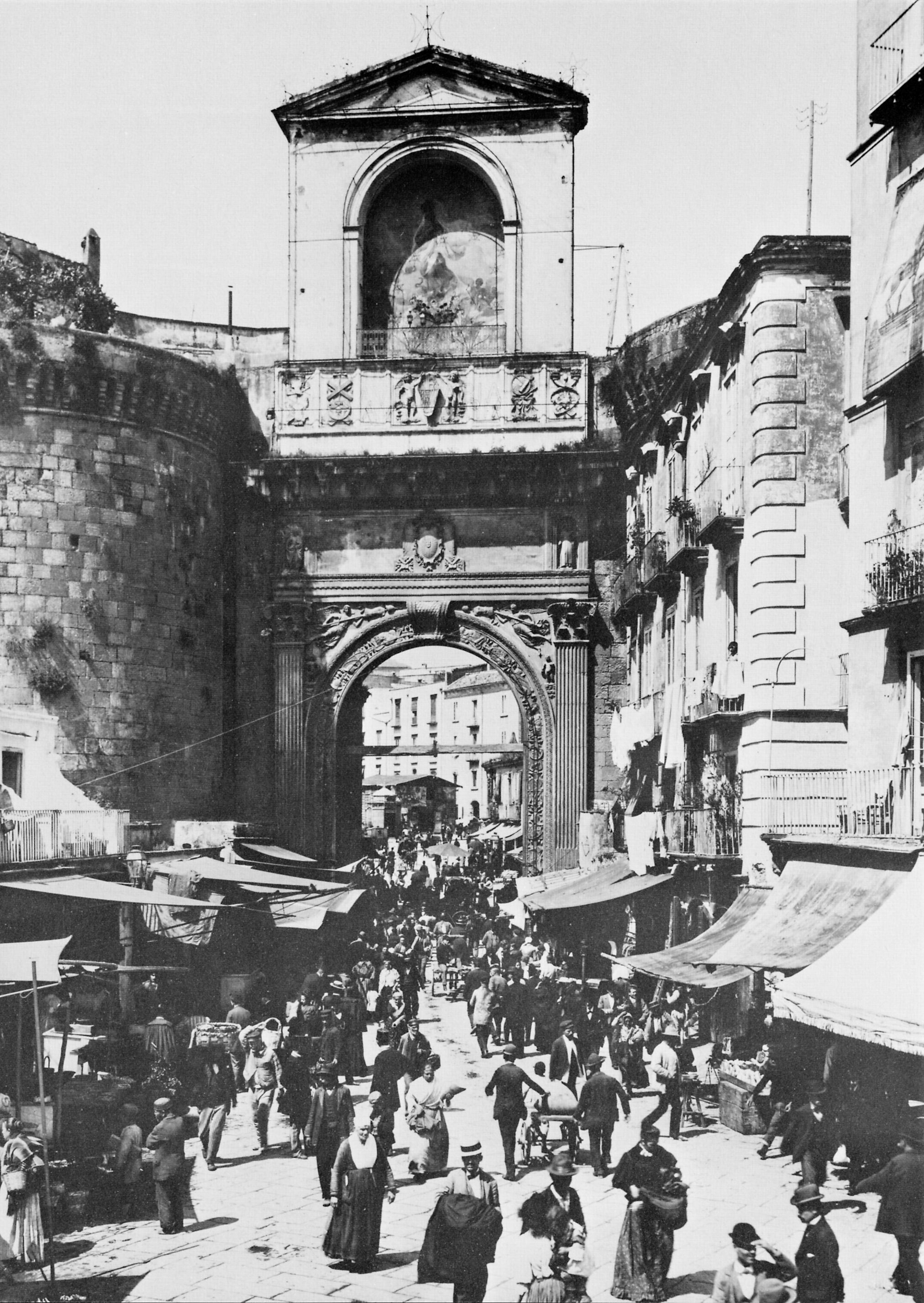
Porta Capuana im 19. Jh.

Im Laufe der Zeit waren die durch die Niederlegung der Stadtmauern frei gewordenen Grundstücke durch Wohnhäuser bebaut worden. Ein Chronist von Neapel im Jahr 1847 beschreibt die damalige Atmosphäre folgendermaßen:

„Hier ist heute wie gestern, wie immer … immer die gleiche Hölle, die gleichen Geschäfte, von Waren, vom Handel, vom Verkehr, von verschiedenen Menschen. Ein Sprachenbabel. Diejenigen, die die neapolitanischen Plebs wirklich in all ihren Gewohnheiten, in ihren Tugenden und Lastern kennenlernen wollen … kommen zu jeder Zeit des 24-Stunden-Tages in die Porta Capuana und lernen von ihnen … Porta Capuana ist das Universaltheater, es ist die Kosmopolis unseres Volkes … Hier gibt es weder Nacht noch Tag.“

Die das Tor umgebenden Wohngebäude wurden in den 1930er Jahren niedergelegt, wodurch der repräsentative Charakter des Tores wieder deutlich wurde. Bei diesen Arbeiten wurde auch eine Nische im Tor beseitigt und so das ursprüngliche Aussehen der aragonischen Ära wiederhergestellt. Fotografien aus dieser Zeit belegen zudem, dass dabei die Statue des Hl. Kajetan an ihren jetzigen Standort außerhalb des Tores verlegt worden ist. 
Neben der Verteidigungs- und der Verkehrsfunktion hatte die Umgebung des Tores zuweilen auch kulturelle Bedeutung: Zu Beginn des 20. Jahrhunderts entstand das Quartier Latin, ein Treffpunkt neapolitanischer Künstler.

## Beschreibung

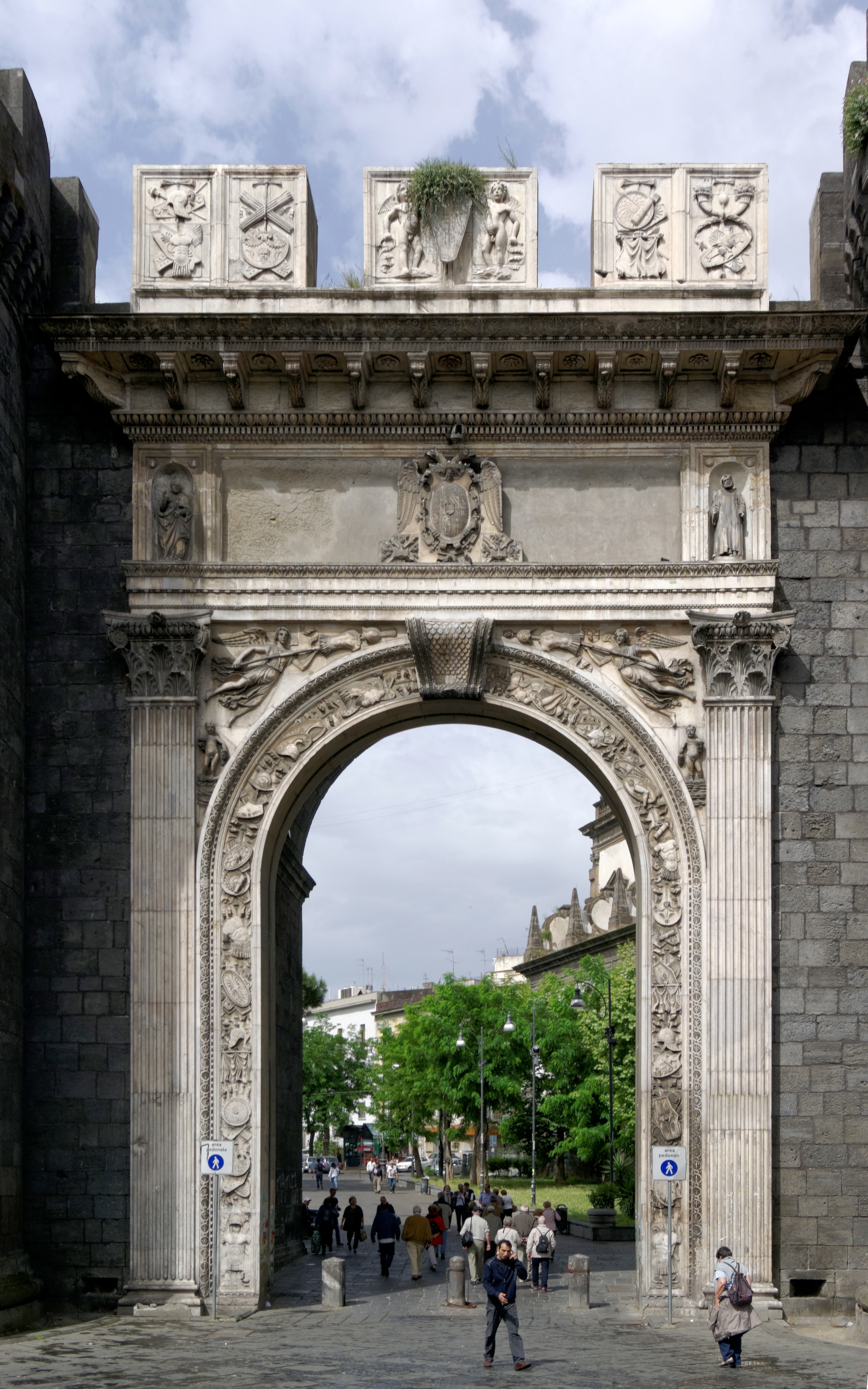
Portal aus der Renaissance

Der Architekt und Bildhauer Giuliano da Maiano, der auch für den Bau der benachbarten, 500 m südlich gelegenen Porta Nolana verantwortlich war, ließ sich von den Triumphbögen römischer Tradition inspirieren, ohne dabei die eigentliche Verteidigungsfunktion zu vernachlässigen. 
Zwischen zwei mächtigen Türmen (die die Ehre und die Tugend symbolisieren) aus einem (in Neapel Piperno genannten) vulkanischem Gestein, das in einem Steinbruch in den nahegelegenen Phlegräischen Feldern abgebaut wurde, befindet sich das eigentliche Portal aus weißem Carrara-Marmor im Stil der Renaissance. Der umlaufende Fries wird flankiert von zwei geriffelten Pilastern mit korinthischen Kapitellen. Die Bildhauerarbeiten zeigen Trophäen, fliegende Siegesgöttinnen und andere Triumphbilder.
Auf dem Gebälk befindet sich das Wappen von Karl V. aus dem Jahr 1535, das anlässlich seines Besuchs der Stadt dort angebracht worden ist. In den beidseitigen Nischen stehen die Schutzheiligen der Stadt, Januarius und Agnellus. Die Marmorreliefs darüber symbolisieren den Krieg; die beiden Engel tragen das Wappen des Hauses Aragon.
Anlässlich einer schweren Pestepidemie im 17. Jh. schützte die Stadtverwaltung den Zugang durch die Porta Capuana (wie auch bei anderen Toren zur Stadt), indem sie auf ihrem oberen Teil eine Ädikula mit einem Fresko der Jungfrau mit Kind und einigen Heiligen anbrachte. Heute ist diese Ädikula verschwunden.
Weitere Türme der ehemaligen Stadtbefestigung befinden sich in den angrenzenden Straßen, sind aber zum Teil überbaut oder befinden sich in schlechtem Zustand. Unmittelbar neben der Innenseite des Tores  steht die Kirche Santa Caterina a Formiello, ein typisches Beispiel der neapolitanischen Renaissance. 
Die Porta Capuana ist gut erhalten. 